# Wanda Pasquini
Wanda Pasquini (Firenze, 16 novembre 1914 – Firenze, 18 ottobre 2001) è stata un'attrice italiana.

## Biografia
Attrice teatrale in vernacolo fiorentino sin dagli anni 1940, negli anni 1950 diventa molto nota a Firenze per la trasmissione radiofonica Il grillo canterino, diffusa a partire dal 1953 dalla sede Rai di Firenze, nella quale interpreta la Sora Alvara Girelli nei Bucalossi, macellaia truffaldina, chiacchierona, attaccabrighe. In anni più recenti, diventa anche regista delle sue stesse opere teatrali con il Teatro del Cestello di Firenze. Tra le commedie rappresentate: Firenze-Trespiano e viceversa, I castigamatti. In questi anni gira anche due film: Figlio mio infinitamente caro... (1985), diretto da Valentino Orsini su sceneggiatura di Vincenzo Cerami e Caino e Caino (1993), regia di Alessandro Benvenuti, in cui interpreta Adelina.

## Televisione
- La Velia, di Bruno Cicognani, regia di Mario Ferrero (Rai Due), miniserie TV in quattro puntate, trasmessa dal 9 aprile 1978.

## Prosa radiofonica RAI
Compagnia di Prosa di Firenze della RAI
- Un uomo pacifico, commedia in tre atti di Cipriano Giachetti, Stazione della Rete Rossa, regia di Umberto Benedetto, trasmessa il 14 luglio 1951.
- Furto d'amore, tragicommedia di Gian Francesco Luzi (come Fernando Luzi),  Programma nazionale, regia di Umberto Benedetto, trasmessa il 6 giugno 1953.
- Il mantello alato, idillio radiofonico di Giulio Pacuvio, Programma nazionale, regia di Corrado Pavolini, trasmessa il 20 giugno 1953.
- Messaggio ad ignoti, storia radiofonica di Ermanno Maccario, Programma nazionale, regia di Umberto Benedetto, trasmessa il 18 luglio 1953.
- Il coraggio, commedia di Augusto Novelli, regia di Amerigo Gomez, trasmessa il 25 luglio 1953.
- Il diavolo innamorato, commedia di Jacques Cazotte, Secondo programma, regia di Umberto Benedetto, trasmessa il 19 agosto 1953.
- Girotondo infernale, radiodramma di André Charmel, Programma nazionale, regia di Umberto Benedetto, trasmesso il 12 dicembre 1953.
- La spia, sceneggiato di James Fenimore Cooper in tre puntate, Secondo programma, regia di Amerigo Gomez, trasmesso il 26 aprile 1954.
- Bandiera nera: Harudi il barbarossa, originale radiofonico di Margherita Cattaneo e di Umberto Benedetto a episodi, Secondo programma, regia di Umberto Benedetto, trasmesso il 22 luglio 1954 (terzo episodio)
- Bandiera nera: Simone l'olandese, originale radiofonico di Margherita Cattaneo e di Umberto Benedetto a episodi, Secondo programma, regia di Umberto Benedetto, trasmesso il 5 agosto 1954 (quinto episodio)
- Bandiera nera: Due fragili donne, originale radiofonico di Margherita Cattaneo e di Umberto Benedetto a episodi, Secondo programma, regia di Umberto Benedetto, trasmesso il 16 settembre 1954 (undicesimo episodio)
- Bandiera nera: Il perdono dell'imperatore, originale radiofonico di Margherita Cattaneo e di Umberto Benedetto a episodi, Secondo programma, regia di Umberto Benedetto, trasmesso il 30 settembre 1954 (tredicesimo e ultimo episodio)
- Ho visto il mare, radiodramma di Midi Mannocci, Secondo programma, regia di Marco Visconti, trasmesso il 20 ottobre 1954.
- Diario della prima crociata, radiodramma di Gerardo Guerrieri, Terzo programma, regia di Marco Visconti, trasmesso il 28 marzo 1955
- In attesa di un fratellino, radiocommedia di Giovanni Guaita, Secondo programma, regia di Umberto Benedetto, trasmessa il 25 maggio 1955.
- Marea di settembre, commedia in tre atti di Daphne du Maurier, Programma nazionale, regia di Umberto Benedetto, trasmessa il 27 settembre 1955.
- Ultime notizie, radiodramma di Piero Marinai, Programma nazionale, regia di Umberto Benedetto, trasmesso l'8 ottobre 1955.
- L'onda e lo scoglio, tre atti di Alfredo Vanni, Secondo programma, trasmessa il 2 maggio 1957.
- Estuario, radiodramma in tre tempi di Arnaldo Boscolo, regia di Pietro Masserano Taricco, trasmessa il 22 ottobre 1959.
- Crepuscoli di libertà, romanzo di Neera, adattamento radiofonico di Antonio Muri, regia di Umberto Benedetto, Secondo programma, trasmesso il 20 luglio 1960 (terzo episodio)
- Giallo per voi: Concerto segreto, radiodramma di Franco Enna, regia di Marco Visconti, Secondo programma, trasmesso il 25 settembre 1961.

RAI
- La verità sul caso Motta, di Mario Soldati, trasmessa il 9 aprile 1965.
- Picnic, commedia di tre atti di William Inge, Programma nazionale, trasmessa in 4 maggio 1965.
- La formica argentina, racconto di Italo Calvino, trasmesso il 21 maggio 1965.
- La torre sul pollaio, commedia in tre atti di Vittorio Calvino, Programma nazionale, trasmessa il 20 luglio 1965.
- Nella bufera, di Mignon Eberhart, Programma nazionale, trasmessa il 13 gennaio 1966.